# Listrocerum aeolis
Listrocerum aeolis là một loài bọ cánh cứng trong họ Cerambycidae.